# Dangerous Curves (videogioco)
Dangerous Curves (デンジャラスカーブス?, Denjarasu Kābusu) è un simulatore di guida arcade edito dalla Taito nel 1995.

## Modalità di gioco
Il cabinato di Dangerous Curves è costruito in modo unico con schermi da 25 pollici affiancati per dare agli utenti la possibilità di scegliere tra il controllo di un'automobile o di una motocicletta utilizzando la periferica corrispondente al mezzo. Il giocatore, prima di gareggiare dovrà scegliere una difficoltà tra facile o difficile e quale trasmissione usare tra automatica o manuale a sei velocità. A questo punto inizia la sfida vera e propria contro sei altri veicoli controllati dal computer, lungo un percorso a senso unico i cui ambienti di guida includono autostrade pubbliche, passi di montagna e una strada lungo la costa. L'obiettivo è battere gli altri arrivando primo al traguardo.
Il gioco simula i vantaggi e gli svantaggi di questi veicoli in competizione, come la capacità di una moto di fare rapidamente curve strette e l'uso di potenza di una vettura per recuperare sui rettilinei. Due unità possono essere collegate insieme tramite LAN per consentire fino a quattro giocatori contemporaneamente.

## Accoglienza
La scarsa accoglienza critica per Dangerous Curves è stata nel complesso mediocre. Durante il secondo lancio del gioco alla fine del 1995, Edge lo considerò "nella media" se confrontato con le offerte dei suoi concorrenti Namco e Sega. Next Generation definì la grafica e il gameplay "solidi", ma affermò: "Oltre ai sei ampi livelli e agli sfondi poligonali renderizzati, il mediocre set di curve strette e avversari sobri rende questo gioco un tentativo piacevole ma deludente". La riviste europee Hobby Consolas e Consoles + considerarono la grafica rispettivamente "sorprendente" e "abbagliante".